# Centrarthra albiapicata
Centrarthra albiapicata là một loài bướm đêm trong họ Noctuidae.